# Západofríština
Západofríština (někdy též jen zkráceně fríština) je západogermánský jazyk, kterým se hovoří v severní části Nizozemska. Lingvisticky se nachází někde mezi nizozemštinou a angličtinou. Je příbuzná s dalšími frískými jazyky: severofríštinou, sater-fríštinou a východofríštinou. Ty jsou od západofríštiny odlišné a ne vždy vzájemně srozumitelné.
Abeceda, výslovnost a gramatika odpovídá ostatním fríským jazykům. Slovní zásoba obsahuje četné výpůjčky z nizozemštiny.

## Rozšíření
Západofríština se používá v nizozemské provincii Frísko (nizozemsky Friesland, frísky Fryslân). Západofrísky tam mluví asi 400 000 lidí; dalších 300 000 žije v jiných částech Nizozemska. V menší míře západofríština existuje též ve vystěhovaleckých komunitách v USA a Kanadě.

## Historie
Frísové byli ve středověku významnými obchodníky a rejdaři. Dochovaly se písemné památky ze 13. až 16. století. Pak Frísko ztratilo samostatnost, úředním jazykem se stala nizozemština, západofríština existovala po několik staletí prakticky pouze v mluvené podobě. Spisovná norma vznikla v 19. století. V posledních desetiletích začala být systematicky vyučována, vydávají se v ní tiskoviny, rozvíjí se literatura. Přestože řada obyvatel umí západofrísky mluvit, psát dokáže pouze nizozemsky.
Stejně jako ostatní fríské jazyky je považována za velmi blízkou angličtině. Vzhledem k dlouholeté nadvládě Nizozemců však nizozemština zanechala na západofríštině přece jen zřetelné stopy, zejména ve městech. K míšení vlivů dochází i v oblastech styku západofríštiny s dolnoněmčinou.

## Abeceda a výslovnost
Fríské jazyky se píší latinkou. Fríská abeceda obsahuje písmena v následujícím pořadí:
| velké:      | A | Â | B | C   | D | E | Ê | F | G | H | I | J | K | L | M | N | O | Ô | P | R | S | T | U | Û | Ú | V | W | Y | Z |
| malé:       | a | â | b | c   | d | e | ê | f | g | h | i | j | k | l | m | n | o | ô | p | r | s | t | u | û | ú | v | w | y | z |
| výslovnost: | a | ó | b | k/s | d | e | é | f | g | h | i | j | k | l | m | n | o | ó | p | r | s | t | ö | u | ü | v | v | i | z |

Rozšíření fríských jazyků v Evropě:
Západofríština
severofríština
sater-fríština

Fríské jazyky mají velmi složitý systém samohlásek a dvojhlásek, který je zde popsán jen zjednodušeně.
- A a O se čte jako otevřené O.
- Â a Ô se čte Ó.
- AA se čte Á.
- E se čte otevřené.
- Ê se čte jako otevřené É.
- EE se čte Í.
- I se čte [I].
- II se čte Í.
- OO se čte OU.
- U se čte Ö.
- Û se čte U.
- Ú se čte Ü.
- Y se čte [i].
- B na konci slova se čte P.
- D na konci slova se čte T.
- H se nečte před J.
- V i W se čte V.
- Q se nepoužívá, místo něj se píše KW.
- X se nepoužívá, místo něj se píše KS.
- C se používá jen ve slovech cizího původu

## Příklady

### Číslovky
| Západofrísky | Česky |
| ien          | jeden |
| twa          | dva   |
| trije        | tři   |
| fjouwer      | čtyři |
| fiif         | pět   |
| seis         | šest  |
| sân          | sedm  |
| acht         | osm   |
| njoggen      | devět |
| tsien        | deset |

## Užitečné fráze
| Západofrísky                    | Česky              |
| Hoi! / Goeie!                   | Ahoj!              |
| Goeie moarn!                    | Dobré ráno!        |
| Goeie middei!                   | Dobré odpoledne!   |
| Goeie jûn!                      | Dobrý večer!       |
| Goeie nacht!                    | Dobrou noc!        |
| Wat is jo namme?                | Jak se jmenuješ?   |
| Ik bin bliid om jo te moetsjen! | Rád tě poznávám!   |
| Noflik om jo wer te sjen!       | Rád tě zase vidím! |
| Oant sjen!                      | Na shledanou!      |

## Vzorový text
Otčenáš (modlitba Páně):
Us Heit yn 'e himel,
Lit jo namme hillige wurde.
Lit jo keninkryk komme,
Lit jo wil dien wurde op ierde likegoed as yn 'e himel.
Jou ús hjoed ús deistich brea.
En ferjou ús ús skulden,
sa't wy ús skuldners ek ferjûn hawwe.
En lit ús net yn fersiking komme,
mar ferlos ús fan 'e kweade. Amen.

### Všeobecná deklarace lidských práv
Pro srovnání západofríštiny s nizozemštinou je text uveden v obou jazycích.
západofrísky
Alle minsken wurde frij en gelyk yn weardigens en rjochten berne. Hja hawwe ferstân en gewisse meikrigen en hearre har foar inoar oer yn in geast fan bruorskip te hâlden en te dragen.
nizozemsky
Alle mensen worden vrij en gelijk in waardigheid en rechten geboren. Zij zijn begiftigd met verstand en geweten, en behoren zich jegens elkander in een geest van broederschap te gedragen.
česky
Všichni lidé se rodí svobodní a sobě rovní co do důstojnosti a práv. Jsou nadáni rozumem a svědomím a mají spolu jednat v duchu bratrství.